# Orde van Tahiti Nui
De Frans-Tahitiaanse Orde van Kunst van Tahiti Nui (Frans: "Ordre de Tahiti Nui") werd op 5 juni 1996 als een territoriale onderscheiding ingesteld door het parlement van Frans Polynesië, de "Assemblée de Polynésie française", een samenwerkingsverband van de Franse departementen die in de Stille Oceaan verstrooid liggen.
Een Franse wet van 12 april 1996 stond hen toe om een eigen vlag en volkslied te kiezen en een onderscheiding voor verdienste in te stellen.
De Orde van Tahiti Nui dient ter onderscheiding van "eminente" verdienste voor Tahiti in een officiële functie of in de maatschappij. Frankrijk kende tot 1964 "koloniale ridderorden" maar deze werden afgeschaft en vervangen door de Nationale Orde van Verdienste. Hoewel deze orde en het exclusievere Legioen van Eer ook in de departementen overzee worden verleend voelde een aantal politici in Oceanië behoefte aan een eigen onderscheiding.
De orde wordt door een Raad, voorgezeten door de president van de Polynesische regering, beheerd. De Orde heeft een vast aantal leden: 300 ridders, 100 officieren en 40 commandeurs en 10 grootkruisen. De president van de Polynesische regering is volgens de wet grootmeester.

## De vier rangen van de orde
- Grootkruis - De grootkruisen dragen een ster en een kruis van de orde aan een breed lint over de rechterschouder. Vier van de grootkruisen zijn als "dignitarissen" ook lid van de Raad van de orde.
- Commandeur - De commandeur draagt een groot uitgevoerd gouden kleinood van de orde aan een lint om de hals. Er is als verhoging een krans van gardeniae tussen het juweel en het lint aangebracht.
- Officier - De officier draagt een gouden kleinood aan een lint met een rozet op de linkerborst.
- Ridder - De ridder draagt een kleinood aan een lint op de linkerborst. Bij de ridder is in het kleinood van zilver.

## De versierselen van de orde
Het kleinood van de orde is een door Arthus Bertrand ontworpen rood geëmailleerd kruis van Malta met gouden ballen op de acht punten en een medaillon waarop het wapen van Tahiti staat. Dit medaillon is omringd door een krans van Gardenia taitensis, de lokale bloem die een symbool van Tahiti is. Op de verder gladde achterzijde staat "ORDRE TAHITI NUI" geschreven.
Boven het kleinood is bij alle rangen een krans van gardeniae geplaatst.
Bij de ridder is zilver in plaats van goud gebruikt.
Het lint is helderrood-wit-helderrood.
De seculiere Franse Republiek heeft geen ridderorden die de traditionele vorm van een kruis hebben, desondanks werd bij de vormgeving van deze decoratie voor een kleinood in de vorm van een kruis gekozen.
Zie ook: lijst van historische orden van Frankrijk.